# Porcellio rucneri
Porcellio rucneri is een pissebed uit de familie Porcellionidae. De wetenschappelijke naam van de soort is voor het eerst geldig gepubliceerd in 1967 door Karl Wilhelm Verhoeff.